# Епархия Фэньяна
Епархия Фэньяна (лат. Dioecesis Feniamensis) — епархия Римско-Католической церкви c центром в городе Фэньян, Китай. Епархия Фэньяна входит в митрополию Тайюаня.

## История
12 мая 1926 года Римский папа Пий XI выпустил бреве In omnes, которым учредил апостольский викариат Фэньяна, выделив его из апостольского викариата Тайюаньфу (сегодня — Архиепархия Тайюаня). Первый епископ епархии Фэньяна Людовик Чэнь Гуоди был рукоположен 28 октября 1926 года в Риме.
11 апреля 1946 года Римский папа Пий XII издал буллу Quotidie Nos, которой преобразовал апостольский викариат Фэньяна в епархию.
С 4 сентября 1991 года до своей смерти 2 января 2023 года епархией управлял назначенный китайским правительством епископ Иоанн Хо Чэн из Католической Патриотической Ассаоциации. Епископ Иоанн Хо Чэнь был признан Святым Престолом.

## Ординарии епархии
- епископ Людовик Чэнь Гуоди (10.05.1926 — 9.03.1930);
- епископ Francois Liu-Chiu-wen (23.07.1930 — 15.01.1948);
- епископ Симеон Lei Chang-hsia (9.06.1949 — 1963);
- епископ John Huo Cheng (4.09.1991 — 02.01.2023);
  - Sede vacante (со 2 января 2023 года).

## Источник
- Annuario Pontificio, Libreria Editrice Vaticana, Città del Vaticano, 2003
- Бреве In omnes, AAS 18 (1926), стр. 485  (лат.)
- Булла Quotidie Nos, AAS 38 (1946), стр. 301   (лат.)